# Compromís pel País Valencià
Pour les articles homonymes, voir Compromís.
Compromís pel País Valencià (en français : « Engagement pour le Pays valencien »), connu sous le sigle de CPV, est une ancienne coalition politique de la Communauté valencienne formée en 2007 et dissoute en novembre 2008.

## Historique
Réunissant la Gauche unie du Pays valencien (EUPV), le Bloc nationaliste valencien (BLOC), Les Verts du Pays valencien (EVPV), Les Verts-Gauche écologiste du Pays Valencien (VEE) et la Gauche républicaine (IR). Conçue tout d'abord dans l’optique de se présenter aux élections aux Corts valenciennes de 2007, la coalition s'étend aux élections municipales organisées le même jour. Le pacte a comme objectif principal d'assurer le dépassement du seuil de 5 %, requis par la loi électorale de la région pour obtenir une représentation au Parlement.

## Présentation
Parmi les points phares du programme de la coalition figurent notamment le développement du secteur public dans divers domaines (santé, transports et, particulièrement, éducation), la conservation de l'environnement, la défense de la normalisation du valencien, la revendication d'un modèle d'État fédéral et républicain, et le vote d'une loi de comarcalisation de la région.
À l'issue des élections autonomiques, la formation remporte 7,9 % des voix et obtient sept sièges, devenant ainsi la troisième force politique de la région, cependant loin derrière le Parti populaire et le PSPV-PSOE. Toutefois, une crise survenue en 2007 au sein d'EUPV, entre les secteurs nationalistes et ceux proches du Parti communiste du Pays valencien, se solde par une scission du parti Initiative du peuple valencien (IPV), l'expulsion de plusieurs membres élus et un départ des membres d'EUPV de la coalition,,, qui est dissoute en novembre 2008.
En 2011, une nouvelle coalition similaire, Coalition Compromís, est mise en place, cette fois sans la participation d'EUPV.